# Boreus sjoestedti
Boreus sjoestedti is een schorpioenvlieg uit de familie van de sneeuwvlooien (Boreidae). De wetenschappelijke naam van de soort is voor het eerst geldig gepubliceerd door Navás in 1925.
De soort komt voor in Kamtsjatka (Rusland).